# Neobisium perunoides
Espèce
Neobisium perunoides est une espèce de pseudoscorpions de la famille des Neobisiidae.

## Distribution
Cette espèce est endémique de Croatie. Elle se rencontre dans le Biokovo dans la grotte Jama Na Vrhu Malog Šibenika.

## Description
La femelle holotype mesure 8,12 mm. Ce pseudoscorpion est anophtalme.

## Publication originale
- Ćurčić, Dimitrijević & Rađa, 2006 : Neobisium perunoides (Pseudoscorpiones, Neobisiidae), a new cave species from Croatia. Archives of Biological Sciences, vol. 58, no 4, p. 37-38.